# IC 5243
IC 5243 — галактика типу Sbc (компактна витягнута спіральна галактика) у сузір'ї Пегас.
Цей об'єкт міститься в оригінальній редакції індексного каталогу.